# Eastman (Géorgie)
Pour les articles homonymes, voir Eastman (homonymie).
La ville américaine d’Eastman est le siège du comté de Dodge, dans l’État de Géorgie. Lors du recensement de 2000, sa population s’élevait à 13 541 habitants.

## Démographie
| 1890  | 1900  | 1910  | 1920  | 1930  | 1940  |
| ----- | ----- | ----- | ----- | ----- | ----- |
| 1 082 | 1 235 | 2 355 | 2 707 | 3 022 | 3 311 |

| 1950  | 1960  | 1970  | 1980  | 1990  | 2000  |
| ----- | ----- | ----- | ----- | ----- | ----- |
| 3 597 | 5 118 | 5 416 | 5 330 | 5 153 | 5 440 |

| 2010  | - | - | - | - | - |
| ----- | - | - | - | - | - |
| 4 962 | - | - | - | - | - |

## Source
- (en) Cet article est partiellement ou en totalité issu de l’article de Wikipédia en anglais intitulé « Eastman, Georgia » (voir la liste des auteurs).